# Laurie Garrett

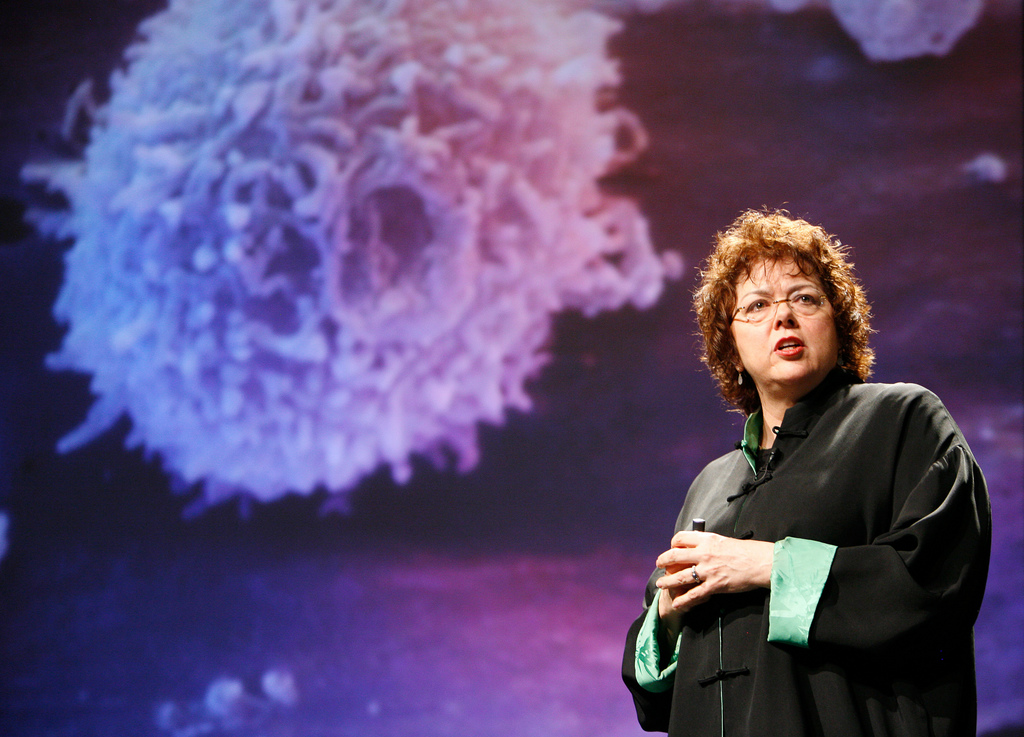
Laurie Garrett

Laurie Garrett (* 1951 in Los Angeles) ist eine US-amerikanische Wissenschaftsjournalistin. Sie gewann 1996 den Pulitzer Prize for Explanatory Journalism für eine Artikelserie in der Zeitung Newsday, mit der sie den Verlauf der Ebolafieber-Epidemie in Zaire beschrieb.  Sie verfasste eine Reihe von Büchern über Seuchen.

## Leben
Garrett studierte Biologie und beschäftigte sich vor allem mit Bakteriologie und Immunologie.

## Werke
- The Coming Plague: Newly Emerging Diseases in a World Out of Balance. 1995
- Betrayal of Trust. The Collapse of Global Public Health. Hyperion, New York 2000.
  - Das Ende der Gesundheit. Bericht über die medizinische Lage der Welt. Siedler, Berlin 2001; ISBN 3-442-76101-8.
- I HEARD THE SIRENS SCREAM: How Americans Responded to the 9/11 and Anthrax Attacks. 2012, ISBN 978-1469910109